# Sky Chief
Sky Chief (? – 5. august 1873) var en pawnee høvding engang over midten af 1800-tallet. Han deltog i møder med USA’s repræsentanter som en af stammens talsmænd.:159  Han faldt under lakotaernes massakre på en flyttende lejr pawnees i forbindelse med stammens tilbagevendende sommerjagt på prærien i 1873.

## Sky Chief
Høvdingens navn var Tirawahut Resaru på hans eget sprog.:157  Han tilhørte stammens south bands og kom fra kitkahahki gruppen (og må ikke forveksles med en anden Sky Chief fra pitahawirata gruppen).:476  På et tidspunkt var han tilknyttet den amerikanske hær som spejder.:173  I kraft af sin høvdingetitel ejede han en halskæde med bjørnekløer.:385 
Han havde mindst een yngre bror, Dog Chief.:385  I 1871 havde han mistet både sin kone og to døtre. De var blevet dræbt af lakotaer under et eller flere ikke nærmere beskrevne angreb, mens de arbejdede i deres majsmarker.:137  Sky Chief dræbte sin lille søn straks i starten af kampen i Massacre Canyon i 1873, for at han ikke skulle falde i hænderne på lakotaerne.:353 
I begyndelsen af 1870erne klagede Sky Chief flere gange til USA's repræsentanter over sit folks mangel på skydevåben sammenlignet med ildkraften, som fjenderne i lakota – og cheyenne stammen kunne rette mod dem.:196  Han påpegede den reelle risiko for, at han ville blive dræbt i ulige kamp under en af stammens jagtekspeditioner, to år før dette skete.:95 